# Lente Collamer impiantabile

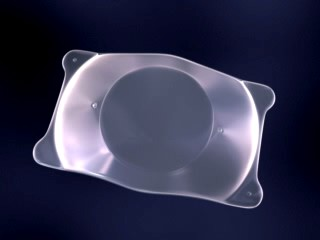
Lente Collamer impiantabile

Una  Lente Collamer impiantabile o ICL, chiamata dai suoi produttori Visian ICL, una lente-gel flessibile usata in chirurgia refrattiva per la correzione permanente della miopia, fatta di una copolimero di collagene.
La procedura ICL è una famosa alternativa a LASIK e PRK che richiede rimozione del tessuto corneale e riporta migliori risultati.
La ICL non richiede nessuna manutenzione dopo la procedura di impianto e funziona molto similmente a una lente a contatto.
Nel 1953 il chirurgo italiano Benedetto Strampelli diventa il primo a impiantare con successo una lente intraoculare fachica nella camera anteriore dell'occhio per la correzione della miopia.